# Bisdom Churchill-Baie d’Hudson
Het bisdom Churchill-Baie d’Hudson (Latijn: Dioecesis Churchillpolitana-Sinus de Hudson), ook wel bisdom Churchill-Hudson Bay genoemd, is een rooms-katholiek bisdom met als zetel Churchill, in Canada. Het bisdom is suffragaan aan het aartsbisdom Keewatin-Le Pas. 

## Geschiedenis
Het bisdom werd opgericht op 15 juli 1925, als de apostolische prefectuur Baie d’Hudson, uit delen van de apostolische vicariaten Golfe St-Laurent, Keewatin en Mackenzie, en was suffragaan aan het aartsbisdom Saint-Boniface. Op 21 december 1931 werd het verheven tot apostolisch vicariaat. Op 13 juli 1967 werd het verheven tot bisdom, veranderde van naam naar bisdom Churchill, en veranderde van kerkprovincie; het werd suffragaan aan het nieuw verheven aartsbisdom Keewatin-Le Pas. Een jaar later, op 29 januari 1968, veranderde het opnieuw van naam naar het huidige Churchill-Baie d’Hudson. 

## Parochies
Het bisdom had in 2021 een oppervlakte van 2.300.000 km2 en telde 39.353 inwoners waarvan 28,6% rooms-katholiek was.

## Bisschoppen
- Louis-Eugène-Arsène Turquetil (15 juli 1925 - 18 december 1942)
  - Armand Clabaut (coadjutor: 1 juli 1937 - 1940)
- Marc Lacroix (18 december 1942 - 25 oktober 1968)
- Omer Alfred Robidoux (7 maart 1970 - 12 november 1986)
- Reynald Rouleau (15 mei 1987 - 16 februari 2013)
- Anthony Wieslaw Krótki (16 februari 2013 - heden)

Keewatin-Le Pas (aartsbisdom) · Churchill-Baie d’Hudson